# Amelia Lopiccolo
Amelia Lopiccolo (Roma, 24 de setembre de 1869 - [...?]) fou una cantant d'origen italià.
Malgrat haver nascut a Itàlia, degut a la intensa vida que portà al Brasil aquest país se l'afillà i esta considerada com a brasilera.
Molt jove encara formà part d'una companyia de ball, a la qual pertanyien els seus pares, i amb aquesta companyia donà diverses representacions arreu d'Itàlia. Passà a París i allà actuà de cupletista, gènere més en harmonia amb les seves facultats. Després va recórrer diverses ciutats d'Espanya i França, i posteriorment passà a Buenos Aires i a Rio de Janeiro; en aquesta última capital estrenà el 1888 la revista Dona Sebastiana; el 1898 actuà en l'opereta i el vaudeville, i de tornada a Itàlia estrenà a Milà Miss Helyott. Retornà després al seu país d'acollida, on actua en diversos teatres i d'ací se'n per tota classe de dades.